# Leśniczówka (Siedlce)
Pour les articles homonymes, voir Leśniczówka.
Leśniczówka (prononciation : [lɛɕniˈt͡ʂufka]) est un village polonais de la gmina de Mordy dans le powiat de Siedlce de la voïvodie de Mazovie dans le centre-est de la Pologne.
Le village comptait approximativement une population de 298 habitants en 2010.

## Histoire
De 1975 à 1998, le village appartenait administrativement à la voïvodie de Siedlce.

Depuis 1999, il appartient administrativement à la voïvodie de Mazovie